# 天津谦祥益绸布店
天津谦祥益绸布店是天津老店“八大祥”之一。坐落在天津老城城北，现红桥区估衣街12号。目前，天津谦祥益绸布店被中华人民共和国国务院批准为全国重点文物保护单位，天津市文物保护单位和特殊保护等级历史风貌建筑。

## 历史
天津谦祥益绸布店的原址是“谦祥益保记”绸布店，由山东章丘旧军镇孟氏家族于1917年创办，是该家族创办的“祥”字号之一，也是估衣街的大绸缎庄之一。1930年代后期，孟家又在天津法租界开设了“谦祥益辰记”绸布店，与“谦祥益保记”形成天津的两大谦祥益绸布店。谦祥益当时主要经营棉布、绸缎、呢绒和皮货这四大类商品。
中华人民共和国成立后，谦祥益保记绸布店在公私合营后逐渐没落，字号取消，原有建筑后来曾先后作为红桥百货公司批发站、杂货店、网吧等。
改革开放后，天津重新恢复谦祥益的字号，店址设在估衣街的原“谦祥益保记”绸布店店址处。2000年，天津市改造估衣街，当时估衣街上十多座天津市级保护建筑均遭拆除，谦祥益是其中唯一保留下来的保护建筑。该建筑坐北朝南，中西合璧建筑风格，三进天井外廊式砖木结构，小青瓦顶，条石作基，墙由青砖砌成，磨砖对缝，深灰色瓦当。2002年，谦祥益经过全面维修，修旧如旧之后，重新开业，改为“谦祥益文苑茶艺楼”，用于曲艺演出。

## 建筑
“谦祥益保记”绸布店建筑始建于1913年，1917年完工。当时这组建筑分为两个部分，后来其中的“保记东栈”被拆除，只剩下如今的主楼部分。“谦祥益保记”的主楼是一座清式楼宇，该建筑坐北朝南，建筑风格中西合璧，三进天井外廊式砖木结构，小青瓦顶，条石作碱，青砖砌墙，磨砖对缝，深灰色瓦当图案古朴浑厚。门外的墙上有雕刻图案，大门上的木雕典雅。门两侧立柱上有一幅高约4米的对联，上联为：“万帆云集，九河泽卫，掬起百年商埠”；下联为：“隆业星盛，一水赴京，供给三朝古都”。谦祥益内部设有朱漆门窗和雕梁画栋，200平方米的店堂可容纳百人。

## 现状
天津谦祥益绸布店目前为谦祥益文苑·啜茗阁茶楼，承接各类演出，演出团队有哈哈笑艺术团、众友相声艺术团、九河相声团和相声俱乐部等团体。